# Robert Paynter
Pour les articles homonymes, voir Paynter.
Robert (William) Paynter — né le 12 mars 1928 à Londres, mort le 20 octobre 2010 sur l'île de Wight — est un directeur de la photographie (occasionnellement acteur) anglais, membre de la BSC.

## Biographie
Au cinéma, Robert Paynter débute comme chef opérateur sur quinze courts métrages documentaires, sortis de 1953 à 1966.
Suivent vingt-cinq longs métrages de fiction (américains, britanniques ou en coproduction) entre 1969 et 1991 — avant un ultime documentaire sorti cette même année 1991 —, principalement aux côtés des réalisateurs Michael Winner ou John Landis.
Du premier, citons Scorpio (1973, avec Burt Lancaster et Alain Delon) et Le Grand Sommeil (1978, avec Robert Mitchum et Sarah Miles) ; du second, mentionnons Un fauteuil pour deux (1983, avec Dan Aykroyd et Eddie Murphy) et Drôles d'espions (1985, avec Chevy Chase et Dan Aykroyd).
Parmi les autres films dont il dirige les prises de vues, signalons Superman 2 de Richard Lester (1980, avec Christopher Reeve et Margot Kidder) et La Petite Boutique des horreurs de Frank Oz (1986, avec Rick Moranis et Ellen Greene).
En marge de cette activité principale, Robert Paynter apparaît comme acteur dans trois films de John Landis, Drôles d'espions précité, Série noire pour une nuit blanche (1985, avec Jeff Goldblum et Michelle Pfeiffer, dont il est aussi chef opérateur), et enfin Cadavres à la pelle (avec Simon Pegg et Andy Serkis), sorti en 2010, année de sa mort.
Enfin, à la télévision, il est directeur de la photographie sur une série (1974) et deux téléfilms (1983 et 1987).

## Filmographie partielle
(comme directeur de la photographie, sauf mention contraire ou complémentaire)

### Cinéma
- 1969 : L'Extraordinaire Évasion (Hannibal Brooks) de Michael Winner
- 1971 : L'Homme de la loi (Lawman) de Michael Winner
- 1972 : Les Collines de la terreur (Chato's Land) de Michael Winner
- 1971 : Le Corrupteur (The Nightcomers) de Michael Winner
- 1972 : Le Flingueur (The Mecanic) de Michael Winner
- 1973 : Scorpio de Michael Winner
- 1978 : Le Grand Sommeil (The Big Sleep) de Michael Winner
- 1979 : L'Arme au poing (Firepower) de Michael Winner
- 1980 : Superman 2 (Superman II:The Adventure Continues) de Richard Lester
- 1980 : Saturn 3 de Stanley Donen (prises de vues additionnelles)
- 1981 : La Malédiction finale (The Final Conflict) de Graham Baker
- 1981 : Le Loup-garou de Londres (An American Werewolf in London) de John Landis
- 1983 : Superman 3 (Superman III) de Richard Lester
- 1983 : Un fauteuil pour deux (Trading Places) de John Landis
- 1984 : Les Muppets à Manhattan (The Muppets Take Manhattan) de Frank Oz
- 1985 : Drôles d'espions (Spies Like Us) de John Landis (+ acteur : Dr Gill)
- 1985 : Série noire pour une nuit blanche (Into the Night) de John Landis (+ acteur : un garde de la sécurité)
- 1986 : La Petite Boutique des horreurs (Little Shop of Horrors) de Frank Oz
- 1989 : L'Île aux baleines (When the Whales Came) de Clive Rees
- 1990 : Strike It Rich de James Scott (en)
- 1991 : Rock-o-rico (Rock-a-Doodle) de Don Bluth (prises de vues réelles)
- 2010 : Cadavres à la pelle (Burke and Hare) de John Landis (acteur uniquement : le docteur distingué)

### Télévision
- 1983 : Thriller, téléfilm de John Landis (court métrage)
- 1987 : Le Jardin secret (The Secret Garden), téléfilm d'Alan Grint